# Bad Things
Bad Things (engelska: Employee of the Month) är en amerikansk långfilm från 2004 i regi av Mitch Rouse, med Matt Dillon, Steve Zahn, Christina Applegate och Andrea Bendewald i rollerna.

## Handling
David Walsh (Matt Dillon) sparkas från sitt jobb på banken och blir samma dag dumpad av sin fästmö Sara Goodwin (Christina Applegate), dagen efter att Davids vän Jack (Steve Zahn) förstört deras förlovningsfest. Jack försöker övertyga David att det var lika bra det som hände och försöker muntra upp honom genom att anlita en prostituerad, men det slutar med att kvinnan stjäl Davids bil. Det har nu gått för långt och David beger sig nästa dag till banken där han brukade arbeta. Han tar sig in på chefens kontor och hotar att ta livet av honom med en pistol han tagit med sig. I slutänden slår Walsh ner chefen istället för att skjuta honom, men när han går ut från kontoret inser han att banken håller på att rånas.

## Rollista
| Matt Dillon         | – David Walsh          |
| Steve Zahn          | – Jack                 |
| Christina Applegate | – Sara Goodwin         |
| Andrea Bendewald    | – Wendy                |
| Jenna Fischer       | – Whisper              |
| Fiona Gubelmann     | – Amber                |
| David Pasquesi      | – Kyle Lacopa          |
| Peter Jason         | – Bill Gartin          |
| Paul Dooley         | – Reverend Ben Goodwin |
| Dave Foley          | – Eric                 |